# Bois-l’Évêque
Bois-l’Évêque település Franciaországban, Seine-Maritime megyében. Lakosainak száma 616 fő (2022. január 1.). Bois-l’Évêque Bois-d’Ennebourg, Martainville-Épreville, Préaux, Saint-Jacques-sur-Darnétal és Servaville-Salmonville községekkel határos.

## Népesség
A település népességének változása:
| Lakosok száma | 511  | 526  | 542  | 554  | 578  | 601  | 610  | 612  | 616  |
|               | 2013 | 2015 | 2016 | 2017 | 2018 | 2019 | 2020 | 2021 | 2022 |